# Jan-Baptist De Pape
Jan-Baptist De Pape (eind 17e - begin 18e eeuw) was een Zuid-Nederlands geestelijke, rederijker en dramaturg in de volkstaal.

## Levensloop
De Pape was een rooms-katholiek priester, die zijn eerste mis opdroeg in de Gentse Sint-Pietersabdij, om zich vervolgens in Kortrijk te vestigen. Hij was de drijvende kracht achter de rederijkerskamer van Sint Barbara of Barbaristen in Kortrijk.

## Publicaties
- Des Menschen Verlossinge door de Geboorte Onses Salig maekers Jesu Christi, Zedelyck vertoont en ten Tooneel gevoert door de Reden-rycke Gilde van Rhetorica binnen Cortryck, onder den Standaert van de H. Barbara. Op Rym gestelt door J. Bapt. de Pape, priester. Gent, Cornelius Meyer, 1715 & Gent, Jean-Joseph Gimblet, 1788.
- Thooneelspel van den Oorlogh tusschen Carolus VI, Keiser van Oostenryck, ende Soliman III, Keyser der Türken, Brugge, wwe. Beernaerts, 1717.